# Ankylosauridae
Los anquilosáuridos (Ankylosauridae) son una familia de dinosaurios tireóforos anquilosaurianos, que vivieron desde el Cretácico Inferior hasta el Cretácico Superior, y son el grupo hermano de la familia Nodosauridae. Los anquilosáuridos más antiguos conocidos datan de alrededor de hace 122 millones de años y se extinguieron hace 66 millones de años durante la extinción masiva del Cretácico-Paleógeno. Estos animales eran herbívoros y exclusivamente cuadrúpedos, con dientes en forma de hoja y cuerpos robustos cubiertos por escudos óseos (osteodermos). Los anquilosáuridos poseen un característico hocico corto y en forma de domo, osteodermos en forma de cuña en su cráneo, placas a lo largo del torso, y una maza caudal.
La familia Ankylosauridae es exclusivamente conocida del hemisferio norte, con especímenes hallados en el oeste de América del Norte, Europa y el este de Asia. Los primeros descubrimientos de esta familia corresponden al género Ankylosaurus, realizados by Peter Kaiser y Barnum Brown en Montana en 1906. Brown nombraría posteriormente a la familia Ankylosauridae y la subfamilia Ankylosaurinae en 1908.

## Descripción
Las pesadas armaduras, formando un buen blindaje en el dorso de los anquilosáuridos y sus colas engrosadas en mazas óseas, los hacían superficialmente similares a los extintos gliptodontes producto de la evolución convergente.
Los anquilosáuridos son raros como especímenes en el registro fósil. Muchos sólo se conocen por fragmentos de hueso.

### Armadura

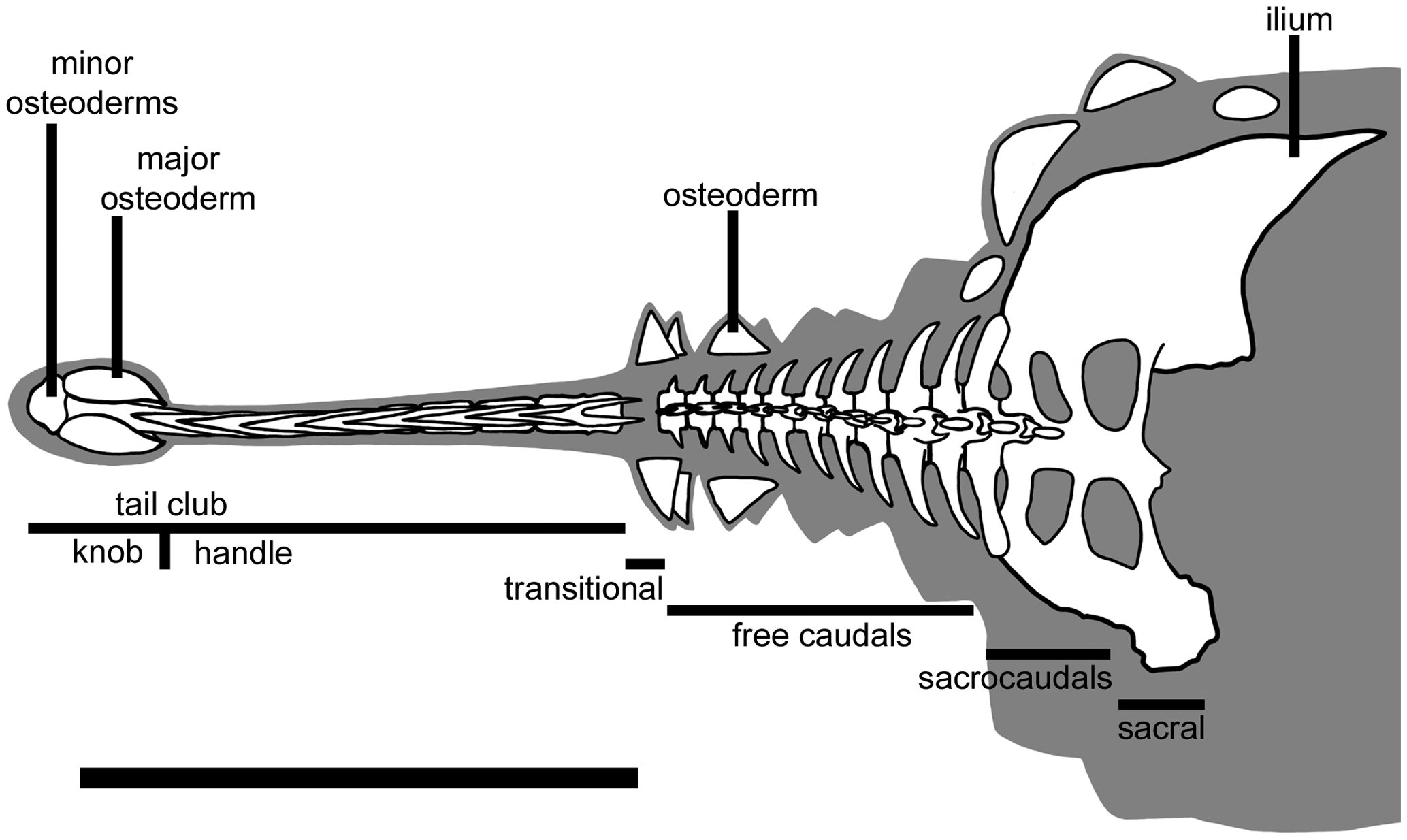
Reconstrucción de la cola de Dyoplosaurus, mostrando los términos usados para las partes de las colas de los anquilosáuridos

Los anquilosáuridos presentaban una gruesa armadura, sumada a una variedad de espinas y nódulos. Muchos anquilosáuridos tenían masas prolongadas de hueso formando un núcleo al final de sus colas, hecho de dos nódulos óseos alargados, el hueso formante del núcleo estaba embebido dentro de la piel, mientras que los dos nódulos se fusionaban a las vértebras y, en determinados casos, entre sí. De esta manera, esta cola densa separa a los anquilosáuridos de los nodosáuridos.

## Sistemática
Ankylosauridae se define como el clado más inclusivo que contiene al Ankylosaurus magniventris (Brown, 1908) pero no al Panoplosaurus mirrus (Lambe, 1919).

### Taxonomía
Los polacantinos son a veces incluidos como una subfamilia de los anquilosáuridos. Sin embargo, los análisis filogenéticos hechos a partir de 2000 han mostrado que los polacantinos forman un grupo natural aparte de los anquilosáuridos, o bien constituyen una agrupación no natural de anquilosaurios primitivos.
La siguiente clasificación usa los rangos de Benton, 2004. y sigue la taxonomía de Thompson et al., 2011 a menos que se indique lo contrario.
- Familia Ankylosauridae
  - Aletopelta[7]
  - Cedarpelta
  - Chuanqilong[8]
  - Datai[9]
  - Gobisaurus
  - Liaoningosaurus
  - Minmi
  - Shamosaurus
  - Subfamilia Ankylosaurinae
    - Ahshislepelta[10]
    - Ankylosaurus
    - Anodontosaurus
    - Crichtonsaurus
    - Dyoplosaurus
    - Euoplocephalus
    - Jinyunpelta[11]
    - Minotaurasaurus
    - Nodocephalosaurus
    - Oohkotokia
    - Pinacosaurus
    - Saichania
    - Scolosaurus
    - Shanxia
    - Talarurus
    - Tarchia
    - Tianzhenosaurus
    - Tsagantegia
    - Zhongyuansaurus
    - Zaraapelta[12]
    - Ziapelta[13]
    - Zuul[14]